# Xa lộ Liên tiểu bang 17
Xa lộ Liên tiểu bang 17 (tiếng Anh: Interstate 17 hay viết tắt là I-17) là xa lộ liên tiểu bang nội tiểu bang nằm hoàn toàn bên trong tiểu bang Arizona, Hoa Kỳ. Xa lộ này cũng có tên là Xa lộ cao tốc Black Canyon. Điểm đầu phía nam của nó nằm bên trong thành phố Phoenix tại Xa lộ Liên tiểu bang 10, và điểm đầu phía bắc của nó nằm trong thành phố Flagstaff tại Xa lộ Liên tiểu bang 40. Phần phía nam của xa lộ được xây dựng dọc theo con đường của Xa lộ Tiểu bang Arizona 69 trong khi phần phía bắc được xây dựng dọc theo con đường của Xa lộ Tiểu bang Arizona 79. I-17 là một trong các xa lộ liên tiểu bang có nhiều cảnh quanh nhất khi nó lên cao hơn 1 dặm giữa thành phố Phoenix (1.117 ft) và thành phố Flagstaff (7.000 ft). Xa lộ có vài lối ra để ngắm cảnh dọc theo lộ trình của nó mà từ đó có thể nhìn xuống nhiều ngọn núi và thung lũng trong miền bắc Arizona.

## Mô tả xa lộ

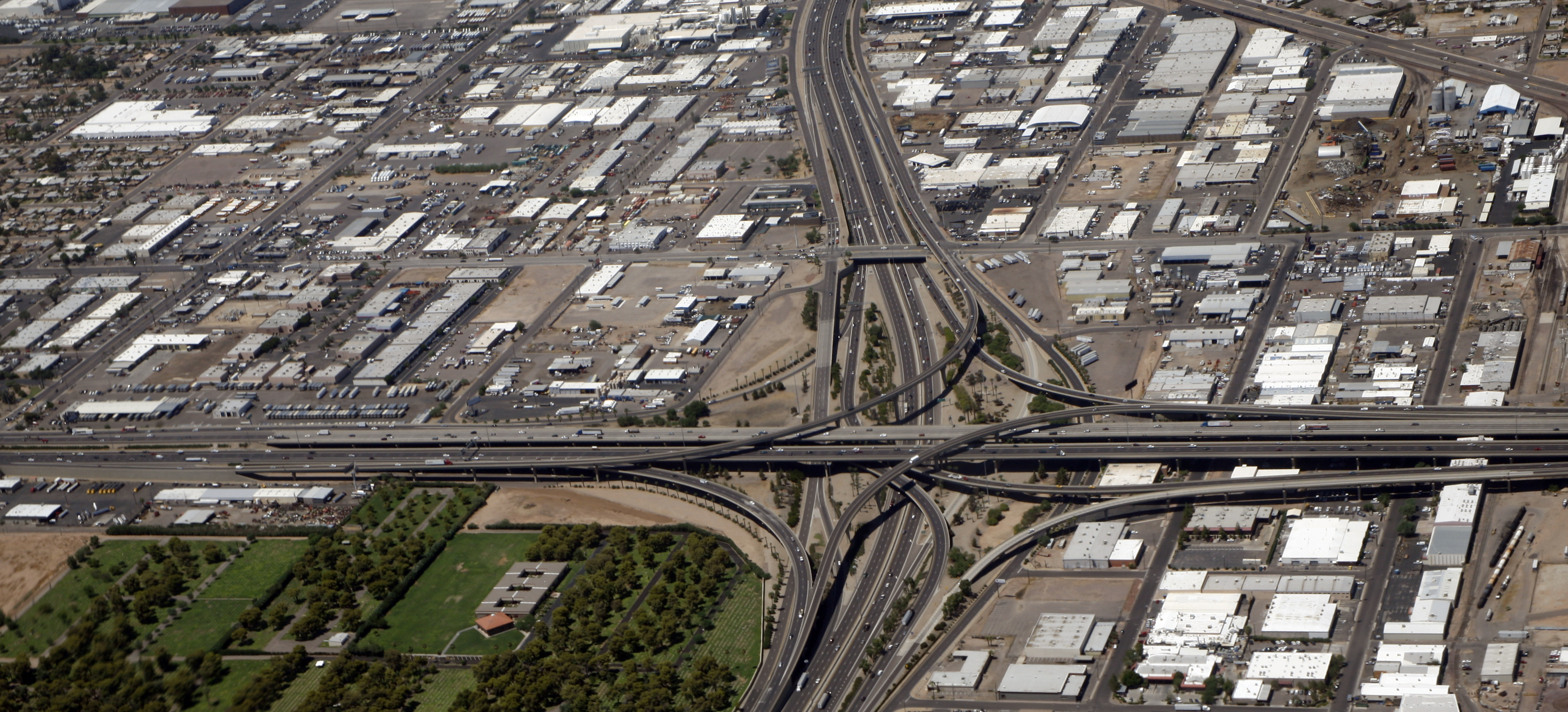
Nút giao thông khác mức I-10/I-17 có biệt danh là "The Stack" (chất lớp). Nhìn lên hướng bắc của I-17 là phố chính thành phố Phoenix.

Xa lộ Liên tiểu bang 17 được biết với tên gọi là Xa lộ cao tốc Black Canyon từ điểm giới hạn phía bắc của Vùng đô thị Phoenix đến nút giao thông khác mức đầu tiên của I-17 với Xa lộ Liên tiểu bang 10 ở tây bắc phố chính thành phố Phoenix. Nút giao thông lập thể này có biệt danh là The Stack (chồng từng lớp). Tại khúc cong phía tây nam phố chính giữa nút giao thông Đường 19th và nút giao thông Lộ Buckeye, nó có tên là Xa lộ cao tốc Maricopa cả đường đến điểm đầu phía nam của nó ở nơi giao cắt thứ với Xa lộ Liên tiểu bang 10. Đây là một xa lộ cao tốc chính yếu của vùng đô thị Phoenix.
I-17 có điều khác thường là khởi đầu tại mốc dặm 194 thay vì mốc dặm 0. Đây là mốc dặm còn lại từ hệ thống đánh số dặm củ của tiểu bang Arizona mà theo đó một xa lộ nhánh sẽ tiếp tục con số mốc dặm của xa lộ chủ ban đầu thay vì khởi điểm lại từ đầu bằng số dặm 0. Xa lộ Liên tiểu bang 17 thừa kế lại mốc dặm của Xa lộ Tiểu bang Arizona 69 mà nó thay thế đoạn đường giữa thành phố Phoenix và điểm giao cắt Cordes. Mốc dặm của SR 69 trùng với mốc dặm của US 89 tại vị trí mốc 201,6 nơi hai xa lộ này giao cắt nhau.  Khi I-17 được xây dựng, mốc dặm hiện có của SR 69 vẫn được giữ nguyên.

## Lịch sử
Năm 1936, SR 69 được thiết lập như xa lộ tiểu bang từ thành phố Phoenix đi hướng bắc lên Prescott. Con lộ được hoàn thành vào năm 1940 đến Prescott. Năm 1954, một con đường mới đi về phía bắc đến thành phố Flagstaff được thiết lập như xa lộ tiểu bang SR 79. Đến năm 1961, con đường từ thành phố Phoenix đến thành phố Flagstaff được thiết lập nhưng không đúng chuẩn xa lộ liên tiểu bang. Đến năm 1971, I-17 được hoàn thành từ thành phố Phoenix đi hướng bắc đến Camp Verde nơi có một đoạn ngắn chưa được hoàn thành theo chuẩn xa lộ liên tiểu bang. Đoạn đường từ SR 279 đi hướng bắc đến SR 179 cũng được hoàn thành. Đoạn lớn nhất chưa hoàn thành là từ SR 179 đi hướng bắc đến thành phố Flagstaff. Đoạn này vẫn là một con lộ có hai làn xe nhưng nó có các nút giao thông lập thể toàn phần được xây dựng ở các giao lộ. Đoạn đường từ I-40 đi hướng nam đến Sân bay Thành phố Flagstaff đã được hoàn thành vào lúc này.

## Hình ảnh

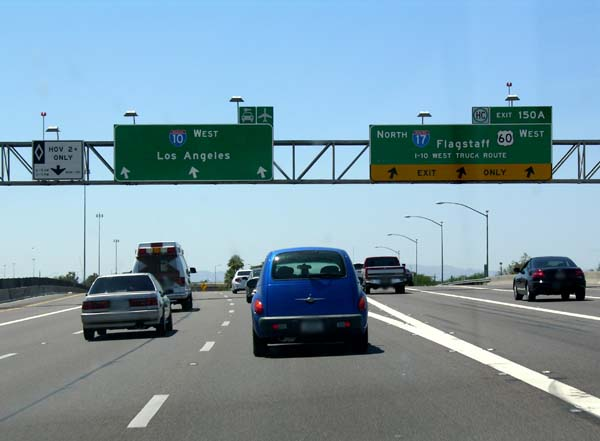
Điểm đầu phía nam tại I-10 trong thành phố Phoenix
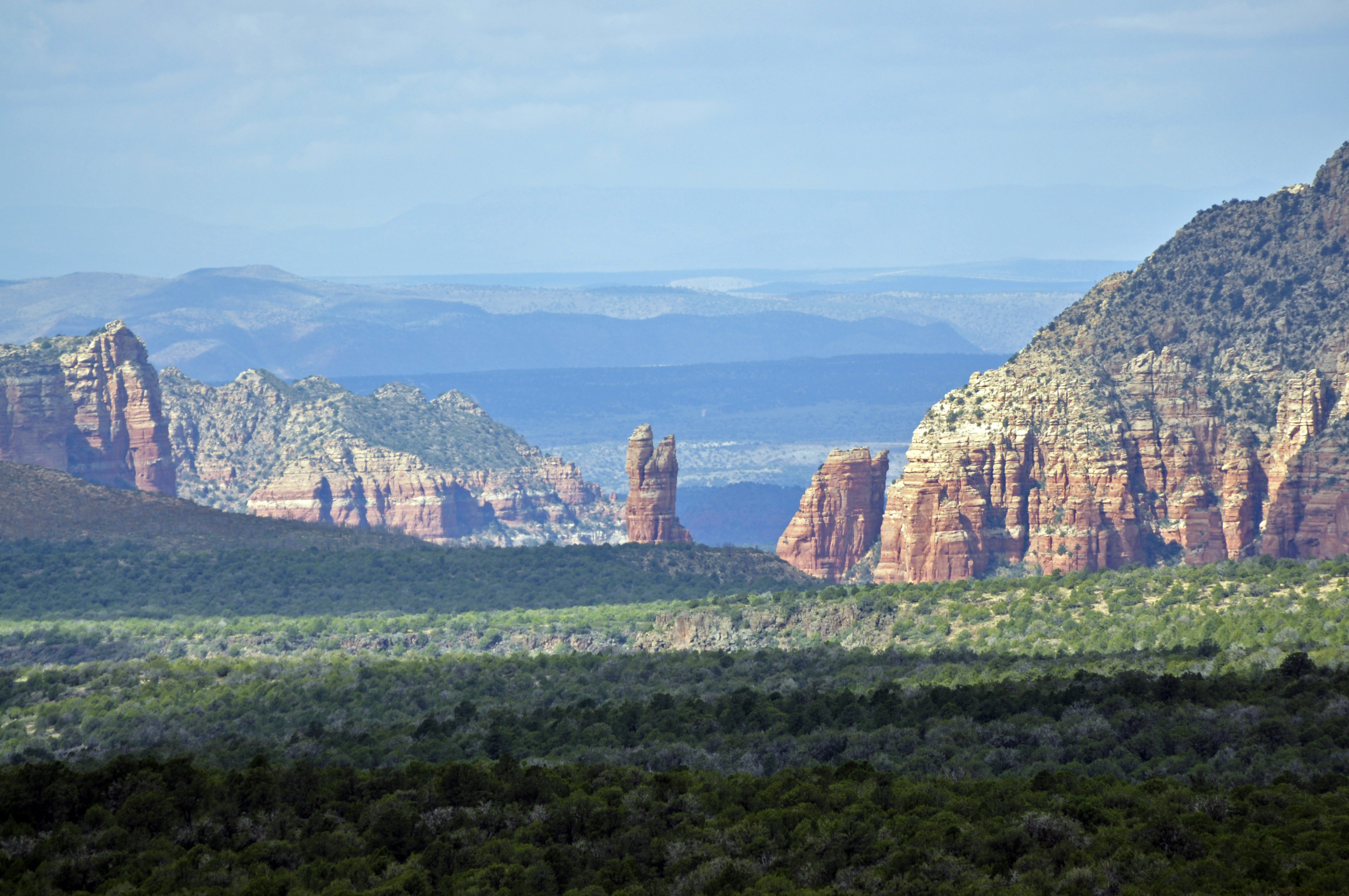
Quang cảnh đá đỏ của Sedona nhìn từ I-17, ngay phía nam Munds Park
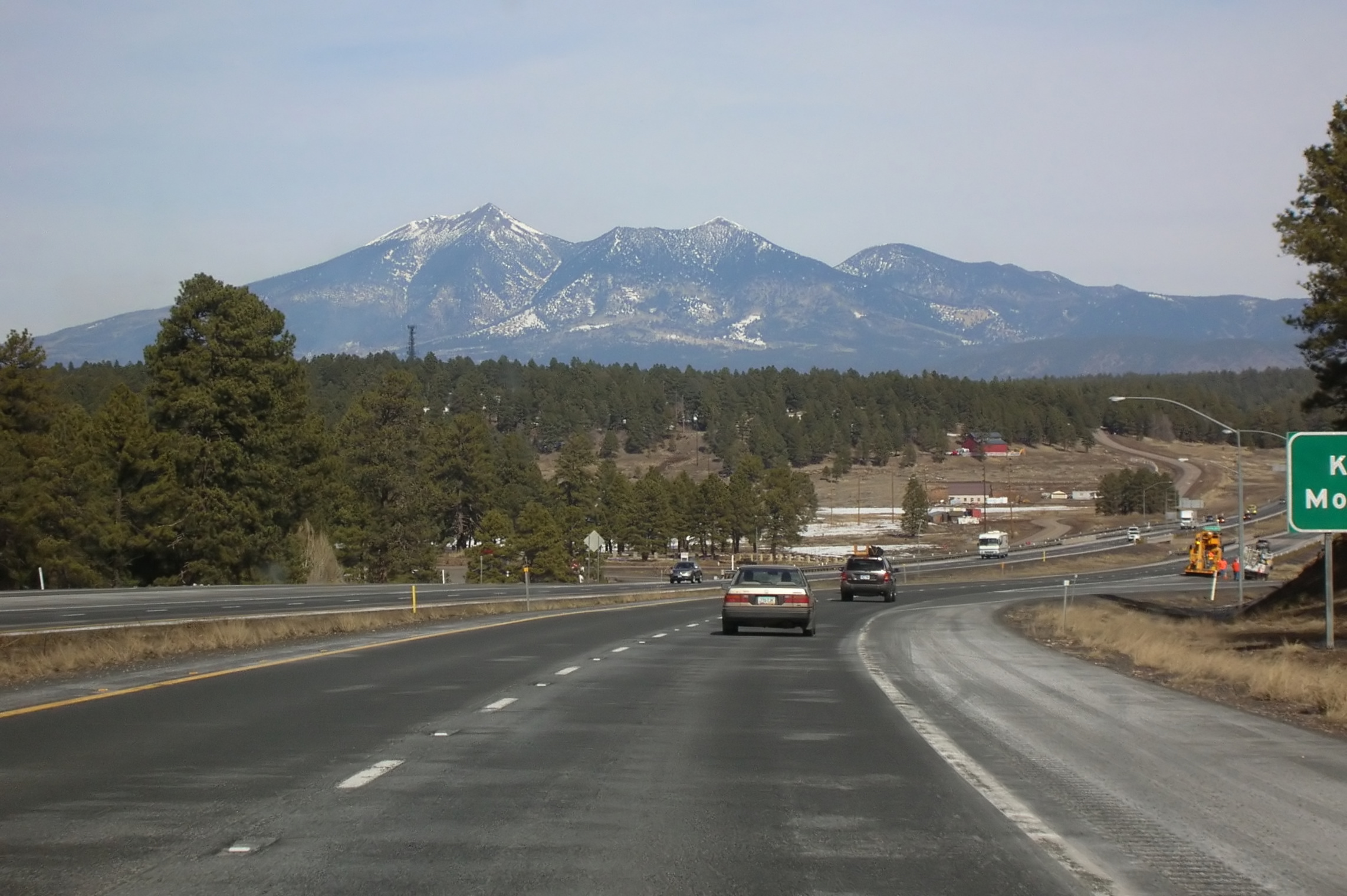
Xa lộ Liên tiểu bang 17 gần Flagstaff